# Центральная партийная школа КПК
Центральная партийная школа Коммунистической партии Китая (кит. 中共中央党校), так же известная как Центральная партийная школа (кит. 中央党校) — расположенное в Пекине высшее учебное заведение, готовящее кадры для Компартии Китая. Главный корпус находится в столичном районе Хайдянь близ Зимнего и Летнего императорских дворцов Пекина.
Ректором Центральной партийной школы (ЦПШ) является заведующий Организационным отделом ЦК КПК Чэнь Си.

## История
Предшественником Центральной партийной школы КПК является училище марксистского коммунизма (кит. 中共中央馬克思共產主義學校), основанное в марте 1933 года в городском уезде Жуйцзинь, провинция Цзянси. Вскоре с уходом Красной армии Китая в Великий поход учебное заведение было закрыто и переоткрылось зимой 1936 года в Шэньси с прибытием в эту провинцию руководства КПК. Спустя короткое время училище было переименовано, получив современное название Центральной партийной школы. В 1947 году вследствие отступления коммунистического движения из Шэньси деятельность ЦПШ вновь приостановлена и возобновлена в следующем году в уезде Пиншань, провинция Хэбэй. После захвата Красной Армией Бэйпина (Пекин) в 1949 году Центральная партийная школа, наконец, переехала в столицу.
В 1955 году ЦПШ была реорганизована и перешла в непосредственное подчинение Центрального Комитета Компартии Китая.
В 1966 году в ходе Культурной революции Центральная партийная школа была упразднена, её деятельность восстановлена должным образом лишь в марте 1977 года. С 1989 года школу возглавляет член Секретариата ЦК КПК, который является членом Постоянного комитета Политбюро ЦК КПК по совместительству. На практике повседневной деятельностью Школы управляет исполнительный вице-президент (проректор), ранг которого соответствует министру Госсовета КНР.
Центральная партийная школа КПК активно сотрудничает с правительственными органами, исследовательскими ведомствами, вузами и другими учреждениями из более чем 30 стран мира. ЦПШ на регулярной основе проводит семинары для руководящих работников КПК всех уровней (уездных, провинциальных, центральных, министерских и др.), а также реализует программы повышения квалификации по целевым направлениям из парткомов Компартии Китая.
В 2018 году была объединена с Национальной академией управления (кит. 国家行政学院) и с тех пор использует её именование в рамках системы одного учреждения, двух названий.

## Издания
Центральная партийная школа издаёт журнал-бюллетень Study Times (кит. 学习时报), в выпусках которого разъясняются новые постановления ЦК КПК и объясняется их связь с политической теорией и коммунистической идеологией.

## Ректоры ЦПШ
1. Ли Вэйхань: 1933—1935
2. Дун Биу: 1935—1937
3. Ли Вэйхань: 1937—1938
4. Кан Шэн: 1938—1939
5. Дэн Фа: 1939—1942
6. Мао Цзэдун: 1942—1947
7. Лю Шаоци: 1948—1953
8. Кай Фэн: 1953—1954
9. Ли Чжожань: 1954—1955
10. Ян Сяньчжэнь: 1955—1961
11. Ван Цунъу: 1961—1963
12. Линь Фэн: 1963—1966
13. Хуа Гофэн: 1977—1982
14. Ван Чжэнь: 1982—1987
15. Гао Ян: 1987—1989
16. Цяо Ши: 1989—1993
17. Ху Цзиньтао: 1993—2002
18. Цзэн Цинхун: 2002—2007
19. Си Цзиньпин: 2007—2013
20. Лю Юньшань: 2013—2017
21. Чэнь Си: с 2017 года